# Actinotus bellidioides
Actinotus bellidioides är en växtart i släktet Actinotus och familjen flockblommiga växter. Den beskrevs först av Joseph Dalton Hooker, och fick sitt nu gällande namn av George Bentham 1867.
Arten växer i de södra delarna av den australiska delstaten Victoria och på Tasmanien.